# ده‌نو (قایدرحمت)
ده‌نو روستایی در دهستان قایدرحمت بخش زاغه شهرستان خرم‌آباد استان لرستان ایران است.

## جمعیت
بر پایه سرشماری عمومی نفوس و مسکن در سال ۱۳۹۵ جمعیت این روستا ۵۳ نفر (۱۷خانوار) بوده‌است.